# تپه قند علی
تپه قند علی در شهرستان ابهر، روستای سلمان کندی واقع شده و این اثر در تاریخ ۵ آذر ۱۳۸۰ با شمارهٔ ثبت ۴۲۳۷ به‌عنوان یکی از آثار ملی ایران به ثبت رسیده است.